# Nouvelle-Andalousie et Paria
Pour les articles homonymes, voir Nouvelle-Andalousie.
1537–1810
Entités précédentes :
- Province de Caracas

Entités suivantes :
- Province de Guyane (1585)
- Province de Cumaná

La Nouvelle Andalousie et Paria (en espagnol : « Nueva Andalucía y Paria ») est une province espagnole pendant le XVIe siècle. Elle comprenait alors ce qui est maintenant l'est du Venezuela (au niveau de la péninsule de Paria et des états de Sucre, Anzoátegui et Monagas), l'ouest de la Guyane et le nord du Brésil.
Dans les siècles qui suivirent sa juridiction fut réduite à Cumaná et Barcelona. Elle est alors appelée « province de Cumaná ». Pendant la majeure partie de son existence, l'Audiencia de Saint-Domingue a supervisé ses activités administratives et judiciaires. À la fin du XVIIIe siècle, la province a été incorporée dans la nouvelle capitainerie générale du Venezuela.